# مارفا كولينز
مارفا كولينز (بالإنجليزية: Marva Collins) (وُلِدَت في 31 أغسطس 1936 - 24 يونيو 2015) هي معلمة أمريكية قامت في عام 1998
بتأسيس مدرسة ويستسايد الإعدادية بحي غارفيلد بارك، وهو أحد الأحياء الفقيرة في مدينة شيكاغو بولاية إلينوي الأمريكية. وقد أدارت هذه المدرسة لما يزيد عن 30 عامًا حتى تم إغلاقها في عام 2009نظرًا لقلة عدد الطلاب المسجلين بها وعدم توفر التمويل الكافي. وحظيت بشهرة تطبيق نظام التعليم التقليدي والذي نجح مع مجموعة من الطلاب الفقراء الذين صنفت المدارس العامة العديد منهم على أنهم يعانون من صعوبات التعلم. وكتبت كولينز في إحدى المرات «على مدار العقود الثلاثة التي مارست خلالها مهنة التدريس، واجهت العديد من الطلاب الذين يعانون من صعوباتٍ في التعلم. إلا أنني واجهت في الوقت ذاته العديد والعديد من ضحايا سوء طرق التعليم»  كما قامت أيضًا بكتابة عددٍ من الكتيبات والكتب والمقالات التحفيزية التي تتناول تاريخها وتصف الطرق والمناهج التي تفضلها، وحاليًا (منذ عام2019) لديها موقعًا إلكترونيًا وخدمة تحدث علني. وقد ذاع صيتها على نطاقٍ واسع عام2020بعد إنتاج فيلمٍ تليفزيوني يروي قصة حياتها والذي جاء تحت عنوان حكاية مارفا كولينز، وقد قام ببطولته كل من سيسلي تايسون ومورغان فريمان.

## السنوات الأولى من حياتها
وُلِدَت مارفا في مدينة مونروفيل، بألاباما.
وتخرجت من كلية كلارك كوليدج (والمعروفة حاليًا باسم جامعة كلارك أتلانتا) الموجودة بمدينة أتلانتا، بجورجيا.

## الحياة العملية
قامت كولينز بالتدريس لمدة عامين في ألاباما، ثم انتقلت بعد ذلك إلى شيكاغو حيث قامت بالتدريس في المدارس العامة لمدة أربعة عشر عامًا. وفي عام 1975، أنشأت «مدرسة ويستسايد الإعدادية» والتي أضحت فيما بعد نجاحًا تربويًا وتجاريًا في آنٍ واحد. وفي عام 1996، بدأت كولينز في الإشراف على ثلاثة من مدارس شيكاغو العامة التي تم وضعها تحت الاختبار والمراقبة. وفي عام 2004، تسلمت الميدالية الوطنية للعلوم الإنسانية والعديد من الجوائز الأخرى نظرًا لمجهوداتها وإسهاماتها في التدريس وإصلاح المدارس.

## الطرق
تتبع مارفا كولينز طريقة سقراط المخصصة المعدلة للاستخدام في المدارس الابتدائية. وتتمثل الخطوة الأولى في اختيار المواد ذات المحتوى التجريدي لتحدي المنطق لدى الطلاب، وهذا بدوره سوف يؤدي إلى معانٍ مختلفة بالنسبة لكل طالب، وذلك بغرض تشجيعهم على فكرة المناقشة. ويتم ذلك بشكل خاص لتعليم الأطفال كيفية التفكير.
بعد ذلك يجب على المعلم قراءة المادة؛ حيث إنه إن لم يكن ملمًا بها فلن يستطيع شرحها أو تدريسها. ويجب عمل قوائم بالكلمات الجديدة والكلمات التي يجب الالتفات إليها وتدريسها حتى يعرف الطلاب كيفية نطقها واستخدامها وتهجئتها قبل قراءتها. وبدون تطبيق هذه الخطوة تصبح عملية القراءة بلا معنى أو جدوى.
بعد ذلك يبدأ الفرد في طرح سلسلةٍ من الأسئلة ذات الصلة مع تقدم عملية القراءة، بدءًا من الإشارة إلى العنوان ثم الموضوع الذي تدور حوله قطعة القراءة. ويجب أن تقوم التوقعات على استخدام المنطق والعقل والدليل دون مغالطة. ويجب أن تكون القراءة بصوت عال ومسموع حتى يستطيع المعلم طرح الأسئلة عند النقاط ذات الصلة بالموضوع. وبذلك يتعلم الطلاب كيفية اختبار منطقهم وطريقة تفكيرهم. وفيما بعد يقوم الطلاب بكتابة خطابات يومية إلى المؤلف أو الشخصيات ومقالات عن آرائهم النقدية والتحليلية. فلماذا يُعد هذا العمل ذا أهمية بالنسبة إليهم؟ يجب تعليم الطفل كيفية الرجوع إلى ما سبق تعلمه لدعم آرائه وأفكاره.
وفي طريقة سقراط، يتحكم المعلم في معدل المعلومات المنقولة إلى الطلاب. فإذا تم تنظيمها بالطريقة المناسبة، تشجع هذه الطريقة الطلاب على المشاركة الفعالة وتثمر عن خفض مشاكل النظام وتشجع على تعلم ضبط النفس. ويتجنب هذا البرنامج بشكل خاص شغل الطلبة بالعديد من الواجبات والفروض التافهة التي لا تثمر عن أية منفعة. حيث توفر مناخًا فكريًا يشجع على اتباع سلوك عام يمهل من الحكم على الأشياء بصورةٍ سريعة وذلك من خلال التجربة والتفكير.

## المقارنة مع مدارس شيكاغو العامة
كان السبب وراء إنشاء مارفا كولينز لمدرسة خاصة منخفضة المصاريف هو تعليم الأطفال الأمريكيين ذوي الأصول الإفريقية من محدودي الدخل والذين صنفهم نظام مدارس شيكاغو العامة على أنهم يعانون من «صعوبات التعلم.»
وقد ذكرت إحدى المقالات حول مدرسة مارفا كولينز أن «مارفا تعاملت مع طلبة أتوا من أسوأ الخلفيات بمستوياتٍ أقل بكثير من مستوى التعليم الأساسي، وحتى مع أولئك الذين تم تصنيفهم على أنهم» غير قابلين للتعلم«، إلا أنها تغلبت على كل هذه العوائق والعقبات. فقد أذهلت الجميع بما حققته، حيث أضحى طلاب السنة الثالثة يقرؤون بمهارة تماثل أولئك الذين وصلوا للسنة التاسعة، فيما استطاعت تعليم الأطفال ذوي الأربعة أعوام القراءة في بضعة أشهرٍ قليلة، وحصل طلابها على درجات رائعة في اختباراتهم، في حين اختفت المشاكل السلوكية داخل مدرستها، كما أصبح طلاب السنة الثانية يدرسون أعمال شكسبير، وغير ذلك من الإنجازات الأخرى التي أذهلت العامة.»
وفي السنة الدراسية 2006-2007، بلغت الرسوم الدراسية في مدرسة كولينز 5.500 دولارٍ أمريكي، وقد مدحها الآباء قائلين أن المدرسة قامت بعملٍ مذهلٍ أفضل بكثيرٍ مما قام به نظام مدارس شيكاغو العامة.
وفي الوقت نفسه، فخلال السنة الدراسية 2007-2008، أعلن مسئولو مدارس شيكاغو العامة أن ميزانيتهم التي تبلغ 11.300 دولار أمريكي لكل طالب لم تكن كافية.

## الكتب
- طريقة مارفا كولينز (Marva Collins' Way) بقلم مارفا كولينز وسيفيا تاماركين
- منهج مارفا كولينز، دليل لتعليم طفلك وتحفيزه (The Marva Collins method; a manual for educating and motivating your child) بقلم مارفا كولينز
- أطفال طبيعيون ومعلمون استثنائيون (Ordinary Children, Extraordinary Teachers) بقلم مارفا كولينز
- قيم: إضاءة شمعة التفوق: دليل عملي (Values: Lighting The Candle of Excellence: A Practical Guide, by Marva Collins) بقلم مارفا كولينز
- حوار مع مارفا كولينز: مدرسةٌ مختلفة (A conversation with Marva Collins: A Different School by Marva Collins) بقلم مارفا كولينز
- جدتي! ما هو التعلم؟ (Grandma, What Is Learning?) بقلم مارفا كولينز
- إصلاح التعليم (Redeeming Education) بقلم مارفا كولينز

## كتابات أخرى
- The School that Cared: A Story of the Marva Collins Preparatory School of Cincinnati, by P. Kamara Sekou Collins

## وصلات خارجية
- Official website
- مارفا كولينز على موقع IMDb (الإنجليزية)
- مارفا كولينز على موقع الموسوعة البريطانية (الإنجليزية)
- Pittsburgh Post-Gazette article on Marva Collins